# لويزة لحوية
لويزة لحوية (الاسم العلمي: Aloysia barbata) هي نوع نباتي يتبع جنس اللويزة من فصيلة اللويزية.